# Pachycephalopsis
Pachycephalopsis és un gènere d'ocells de la família dels petròicids (Petroicidae).

## Taxonomia
Segons la Classificació del Congrés Ornitològic Internacional (versió 2.6, 2010) aquest gènere està format per dues espècies:
- Pachycephalopsis hattamensis - petroica dorsiverda.
- Pachycephalopsis poliosoma - petroica ullblanca.